# Акт про медіацію

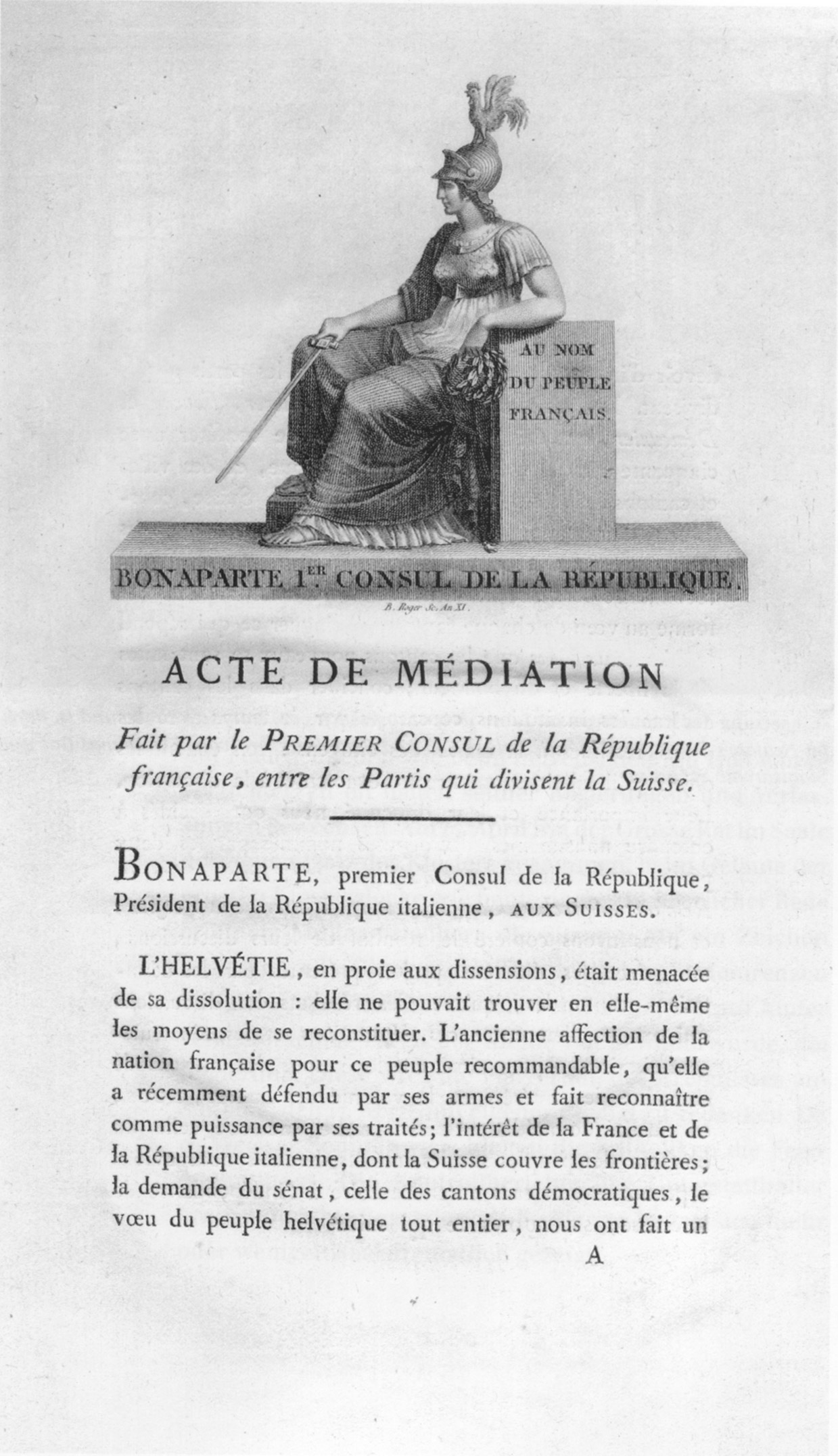
Акт про медіацію, 1803

Акт про медіацію (фр. Acte de Médiation, нім. Mediationsakte) — федеральна конституція Швейцарії, урочисто дарована 19 лютого 1803 року Наполеоном Бонапартом, Першим консулом Французької Республіки. Скасовувала Гельветійську республіку, яка існувала з моменту вторгнення французьких військ у Швейцарію в 1798 році та заміни її на наполеонівську. Після виведення французьких військ у липні 1802 року республіка розпалася (внаслідок громадянської війни). Акт про медіацію був спробою Наполеона досягти компромісу між Старим порядком та республікою. Цей проміжний етап швейцарської історії тривав до Реставрації 1815 року. Акт також знищив державність Тарашпу, передавши його до складу Граубюндену.

## Кінець Гельветійської Республіки
Після французького вторгнення 1798 року децентралізовану та аристократичну Стару Швейцарську конфедерацію було замінено на централізовану Гельветійську Республіку. Проте зміни були занадто різкими та радикальними та ігнорували сильне відчуття ідентичності, яке більшість швейцарців плекала до свого кантону чи міста. Протягом наступних чотирьох років французькі війська часто застосовувалися в придушенні повстань проти Гельветійської республіки. Уряд Республіки також був розділений між унітаристами (які підтримували сильний центральний уряд) та федералістами (які підтримували федерацію або самоврядні кантони). До 1802 року був представлений проєкт конституції, але його швидко відхилили на загальному голосуванні у червні 1802 року. У липні Наполеон вивів французькі війська зі Швейцарії, формально щоб виконати умови Ам'єнського договору, але насправді щоб продемонструвати, що саме його підтримка — запорука кращого майбутнього швейцарців.
Після виведення французьких військ улітку 1802 року сильно федералістськи налаштоване сільське населення повстало проти Гельветійської Республіки. У кантоні Ле-Ман спалахнуло повстання бурла-папе проти відновлення феодальних земельних володінь та податків. Хоча це повстання було придушено шляхом поступок, наступна війна палиць, названа так через алем. Stäckli — дерев'яні палиці, що ними були озброєні повстанці, призвела до повалення республіканського ладу. Після кількох ворожих зіткнень із силами Гельветійської Республіки, які були слабко оснащені та немотивовані (на перевалі Ренгг на Пілатусі 28 серпня, артилерійської атаки на Берн і Цюрих у вересні та сутички у Фу 3 жовтня) центральний уряд спочатку капітулював військово (18 вересня, відступивши з Берна до Лозанни), а потім розпався.

## Акт про медіацію
З Наполеоном у ролі посередника, представники швейцарських кантонів зібралися в Парижі, щоб завершити конфлікт й офіційно розпустити Гельветійську Республіку. Коли 19 лютого 1803 року Акт про медіацію було оприлюднено, він спробував вирішити проблеми, які роздирали Республіку, і забезпечити рамки для нової конфедерації під французьким впливом. Багато положень Акту були нечіткими та незрозумілими, що надавало кантонам значну свободу в їхньому тлумаченні.
У преамбулі Акта про медіацію Наполеон заявив, що природним політичним устроєм швейцарців є федералізм та пояснив свою роль як посередника.
Наступні 19 розділів були присвячені 19 кантонам, які існували у Швейцарії на той час. Оригінальні 13 членів старої Конфедерації були відновлені. Сформовано 6 нових кантонів, з яких два (Санкт-Галлен і Граубюнден) були колишніми асоційованими членами, тоді як інші чотири складалися з підвладних земель (тобто підконтрольних іншим кантонам), які були завойовані в різний час — Ааргау (1415), Тургау (1460), Тічино (1440, 1500, 1512) та Во (1536). П'ять із шести нових кантонів — винятком був Граубюнден — отримали сучасні представницькі уряди. Проте в 13 оригінальних кантонах багато дореволюційних інституцій залишилися на місці. Ландсгемайнди, або народні збори, були відновлені в демократичних кантонах, а кантональні уряди в інших випадках залишалися в руках великої ради (законодавчої) та малої ради (виконавчої). Загалом, повноваження, надані державі, були надзвичайно широкими.

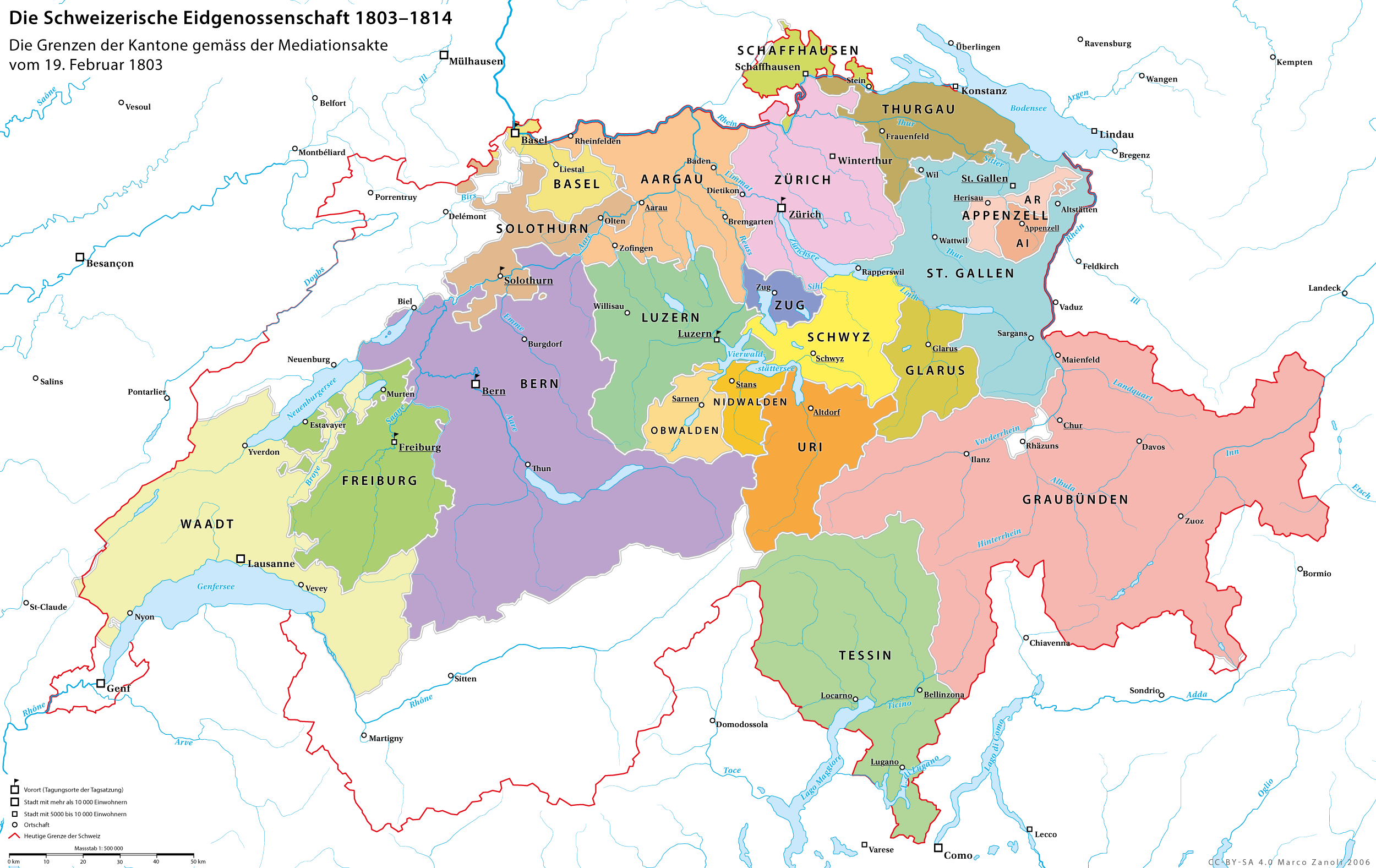
Кантони, встановлені Актом про медіацію

Наступні 40 статей, які були відомі як Акти Конфедерації, визначали обов'язки та повноваження федерального уряду. Обов'язки Конфедерації містили: забезпечення рівності для всіх громадян, створення Федеральної армії, ліквідацію внутрішніх торгових бар'єрів та міжнародну дипломатію. Не було привілейованих класів, бургерів чи підвладних земель. Швейцарія згадувалася протягом всього Акта. Кожен швейцарський громадянин тепер був вільний пересуватися та оселятися будь-де в межах нової Конфедерації. Кантони гарантували повагу до конституцій, кордонів та незалежності один одного. Найвищим органом влади був Тагзатцунг, що збирався в одному з шести форортів (або провідних міст, якими були: Фрібур, Берн, Золотурн, Базель, Цюрих і Люцерн) щороку. Збори очолював ландаман Швейцарії, який був головним магістратом форорту, де збори засідали протягом цього року. На зборах шість кантонів, які мали населення понад 100 000 осіб (Берн, Цюрих, Во, Санкт-Галлен, Граубюнден та Ааргау), мали по два голоси, інші мали лише по одному.
Два додатки до Акта, що містили 13 і 9 статей, стосувалися переходу від невдалої Республіки до нової Конфедерації. Луї д'Аффрі, призначений ландаманом Швейцарії під час перехідного періоду, отримав широкі повноваження до засідання зборів. У кантонах місцеві уряди управлялися семичленною комісією до проведення нових виборів.
Заключна заява Акта проголошувала, що Швейцарія є незалежною країною та доручала новому уряду захищати й обороняти країну.

## Кінець медіації
Акт про медіацію був важливою політичною перемогою для Наполеона. Йому вдалося зупинити нестабільність швейцарців, яка могла поширитись у його зростаючу імперію або послабити його армію. Акт про медіацію створив профранцузьку буферну державу з Австрією та німецькими державами. Він навіть додав титул «Посередник Швейцарської Конфедерації» до своїх інших у 1809 році.
Хоча Акт про медіацію залишався в силі до кінця влади Наполеона в 1813 році і був важливим кроком у розвитку Швейцарської Конфедерації, права, обіцяні в Акті про медіацію, незабаром почали зникати. У 1806 році князівство Невшатель було передано маршалу Бертьє. Тічино було окуповане французькими військами з 1810 по 1813 рік. Також у 1810 році Вале було окуповано і перетворено на французький департамент Сімплон для забезпечення контролю над Сімплонським перевалом. Крім того, швейцарські війська служили в закордонних кампаніях, таких як Російська кампанія 1812 року, що підривало їхню давню нейтральність. У 1805 році збори обмежили свободу пересування з одного кантону в інший, вимагаючи десятирічного проживання, і при цьому не надаючи політичних прав у кантоні або права користуватися комунальною власністю.
Як тільки влада Наполеона почала занепадати (1812—1813), позиція Швейцарії опинилася під загрозою. Австрійці, підтримувані реакційною партією у Швейцарії, і без жодного реального опору з боку зборів, перетнули кордон 21 грудня 1813 року. 29 грудня під тиском Австрії збори скасували конституцію 1803 року, створену Наполеоном дією Акта про медіацію.
6 квітня 1814 року для заміни конституції зібралися так звані Довгі збори. Перемовини залишалися в глухому куті до 12 вересня, коли Вале, Невшатель і Женева були отримали статус повноправних членів Конфедерації. Це збільшило кількість кантонів до 22. Однак збори не досягли значного прогресу до Віденського конгресу.